# Osagi Bascome
Osagi Bascome (Hamilton, 17 aprile 1998 – St David's Island, 18 dicembre 2021) è stato un calciatore bermudiano, di ruolo attaccante.
È stato ucciso con diverse coltellate durante una lite all'esterno di un ristorante in St David's Island.

## Caratteristiche tecniche
Era una mezzapunta.

## Carriera

### Club
Dopo aver giocato nel settore giovanile dell'Aston Villa, Valencia, Levante e Bristol City, debutta nel Massanassa. Nel 2019 si trasferisce al Darlington.

### Nazionale
Il 4 giugno 2016 ha esordito con la nazionale bermudiana disputando l'incontro di CONCACAF Gold Cup perso 1-0 contro la Repubblica Dominicana.